# Martin Suter
Pour les articles homonymes, voir Suter.
Martin Suter, né le 29 février 1948 à Zurich, est un écrivain suisse d'expression allemande.

## Biographie

### Origines et famille
Martin Suter naît le 29 février 1948 à Zurich. Son père, d'origine bourgeoise, est ingénieur et travaille dans le domaine de la chimie photographique ; sa mère, d'origine paysanne, est commerciale. Il grandit au sein d'une fratrie de trois enfants à Zurich et à Fribourg.
Il épouse le peintre Vivian Suter en premières noces, puis la créatrice de mode et architecte Margrith Nay Suter, morte en 2023.

### Études
Après le Collège Saint-Michel à Fribourg, il obtient un certificat général d'éducation (en) à l'université de Londres.
Il fait ensuite une formation de rédacteur publicitaire au sein de l'agence GGK (de) à Bâle.

### Parcours professionnel
Après avoir travaillé dans le domaine de la publicité, période pendant laquelle il était déjà l'auteur de reportages pour des magazines (notamment Geo) et la télévision, il décide de se consacrer à l'écriture (de romans) à partir de 1991[réf. nécessaire].

### Parcours littéraire
De 1992 au début 2004, il a signé la chronique Business Class dans l'hebdomadaire sur papier journal Die Weltwoche, colonne qui, depuis, a été transférée dans le supplément hebdomadaire Das Magazin (de) du quotidien Tages-Anzeiger. Pour ces textes, dont certains ont été publiés sous forme de recueil en allemand, il a reçu en 1995 le Prix autrichien de l'industrie.
Pour son roman Small world, il a reçu, en 1997, le Prix du canton de Zurich et, en 1998, le Prix du premier roman étranger (France).
La traduction de ses romans et son succès international lui ont permis d'aller vivre de manière permanente à Ibiza et au Guatemala avec son épouse Margrith Nay Suter, qui est styliste.
En 2007, il écrit trois textes pour Stephan Eicher sur son album Eldorado : Weiss Nid Was Es Isch, Charly et Zrügg Zu Mir et deux autres en 2012 pour L'Envolée.

## Prix et distinctions
- 1998 :  Prix du premier roman étranger[3]

## Œuvres
Chronologie selon l'édition originale:
- 1997 : Small World (Small world), roman, éditions Christian Bourgois, Paris, parution en français en 1998,  (ISBN 226701467X) (traduction Henri-Alexis Baatsch)
- 1998 : Business Class 3, Opinio Verlag AG, 1998 (recueil de chroniques, non traduit)
- 1999 : film Beresina oder Die letzten Tage der Schweiz (réalisation de Daniel Schmid), scénario du film
- 2000 : Business Class 1 (réédition), Opinio Verlag AG, 2000 (recueil de chroniques, non traduit)
- 2000 : Business Class 2 (réédition), Opinio Verlag AG, 2000 (recueil de chroniques, non traduit)
- 2000 : La Face cachée de la Lune (Die dunkle Seite des Mondes), roman, éditions Christian Bourgois, Paris, 2000, 332 pages,  (ISBN 2267015552) (traduction Olivier Mannoni)
- 2001 : Richtig leben mit Geri Weibel, Diogenes Verlag AG, Zurich, 2001 (non traduit)
- 2002 : Un ami parfait (Ein perfekter Freund), roman, éditions Christian Bourgois, Paris, 2002, 372 pages,  (ISBN 2267016346) (traduction Olivier Mannoni)
- 2003 : Beziehungsstress, Diogenes Verlag AG, 2003 (non traduit)
- 2004 : Business Class. Neue Geschichten aus der Welt des Managements, Diogenes Verlag AG, 2004 (recueil de chroniques, non traduit)
- 2004 : Lila, Lila (Lila, Lila), roman, éditions Christian Bourgois, Paris, 2004, 300 pages,  (ISBN 2267017253) (traduction Olivier Mannoni)
- 2005 : Huber spannt aus und andere Geschichten aus der Business Class, Diogenes Verlag AG, 2005 (recueil de chroniques, non traduit)
- 2006 : Le Diable de Milan (Der Teufel von Mailand), roman, éditions Christian Bourgois, Paris, 2006 (traduction Olivier Mannoni)
- 2007 : Unter Freunden und andere Geschichten aus der Business Class ; Zürich (Diogenes), 2007 (recueil de chroniques, non traduit)
- 2008 : Business Class, éditions Christian Bourgois, 61 pages,  (ISBN 9782267019803) (traduction : Olivier Mannoni)
- 2008 : Le Dernier des Weynfeldt (Der letzte Weynfeldt), roman, éditions Christian Bourgois, 2008 (traduction Olivier Mannoni)
- 2010 : Le Cuisinier (Der Koch), roman, éditions Christian Bourgois, mai 2010 (traduction de l'allemand : Olivier Mannoni)
- 2011 : Allmen et les libellules (Allmen und die Libellen), roman, éditions Christian Bourgois, mai 2011 (traduction de l'allemand : Olivier Mannoni)
- 2012 : Allmen et le diamant rose (Allmen und der rosa Diamant), roman, éditions Christian Bourgois (traduction : Olivier Mannoni)
- 2013 : Le Temps, le Temps, roman, éditions Christian Bourgois, 317 pages,  (ISBN 2267024977) (traduction : Olivier Mannoni)
- 2014 : Allmen et les dahlias, roman, éditions Christian Bourgois, mai 2014, 196 pages,  (ISBN 978-2-267-02651-1) (traduction : Olivier Mannoni)
- 2015 : Allmen et la disparition de Maria, roman, éditions Christian Bourgois, avril 2015, 210 pages,  (ISBN 978-2-267-02770-9) (traduction : Olivier Mannoni)
- 2015 : Montecristo, roman, éditions Christian Bourgois, 2015, 337 pages,  (ISBN 978-2-267-02767-9) (traduction : Olivier Mannoni)
- 2017 : Éléphant (Elefant), roman, éditions Christian Bourgois, août 2017, 360 pages,  (ISBN 978-2-267-03038-9) (traduction : Olivier Mannoni)
- 2017 : Song Book, textes de Martin Suter et musique de Stephan Eicher, Diogenes Verlag, Zurich, 2017  (ISBN 978-3-257-07010-1) (non traduit)
- 2018 : Allmen und die Erotik, roman. Diogenes, Zürich 2018 (non traduit)
- 2019 : Allmen und der Koi. Roman. Diogenes, Zürich 2019 (non traduit)
- 2022 : Einer von euch. Bastian Schweinsteiger. Roman. Diogenes, Zürich 2022 (non traduit)
- 2024 : Melody, roman, éditions Phébus, janvier 2024, 480 pages,  (ISBN 978-2-752-91386-9) (traduction : Olivier Mannoni)
- 2025 : Allmen et le dernier des Weynfeldt, mai 2025, 192 pages, éditions Phébus  (ISBN 978-2-752-91468-2) (traduction : Olivier Mannoni)

## Scénariste
- 1992 : Hors saison de Daniel Schmid
- 2009 :  La Disparition de Julia (Giulias Verschwinden) de Christoph Schaub
- 2012 : Tapage nocturne (Nachtlärm) de Christoph Schaub

## Adaptations de son œuvre au cinéma
- 2006 : Un ami parfait, film français réalisé par Francis Girod, scénario et dialogues de Philippe Cougrand d'après le roman éponyme
- 2009 : Lila, Lila (de), film allemand réalisé par Alain Gsponer, adaptation du roman Lila, Lila, avec Daniel Brühl
- 2011 : Je n'ai rien oublié, film français réalisé par Bruno Chiche, adaptation du roman Small World, avec Gérard Depardieu et Niels Arestrup dans les rôles principaux
- 2016 : Die dunkle Seite des Mondes, film allemand réalisé par Stephan Rick, adaptation du roman La Face cachée de la Lune, avec Moritz Bleibtreu et Nora von Waldstätten.